# Lista siturilor arheologice din județul Botoșani - I
Lista siturilor arheologice din județul Botoșani - I conține toate siturile arheologice din județul Botoșani înscrise în Repertoriul Arheologic Național (RAN) și aflate în localități al căror nume începe cu litera I. RAN este administrat de Ministerul Culturii și Patrimoniului Național și cuprinde date științifice, cartografice, topografice, imagini și planuri, precum și orice alte informații privitoare la zonele cu potențial arheologic, studiate sau nu, încă existente sau dispărute.
Puteți căuta un sit din localitățile care încep cu litera I folosind formularul de mai jos sau puteți naviga prin toate siturile din județ la Lista siturilor arheologice din județul Botoșani.
| Cod RAN                                  | Denumire | Localitate                          | Adresă                      | Datare                                                              | Descoperit                                 | Coordonate                                    | Imagine           | Erori            |
| ---------------------------------------- | --- | ----------------------------------- | --------------------------- | ------------------------------------------------------------------- | ------------------------------------------ | --------------------------------------------- | ----------------- | ---------------- |
| 37084.01.01 (Cod LMI: BT-I-s-B-01794)    | Așezarea hallstattiană de la Iacobeni - Valea Grădinilor / ansamblu anonim (Categorie: locuire civilă) (Tip: Așezare)                                                 | sat Iacobeni, comuna Dângeni        | Valea Grădinilor            | getică                                                              | 1948                                       | 47°51′44″N 26°53′25″E / 47.86224°N 26.89039°E | Încărcați imagine | Raportați eroare |
| 37832.08.02 (Cod LMI: BT-I-s-B-01795)    | Situl arheologic de la Ibănești - Cotu Brumă / ansamblu anonim (Categorie: locuire civilă) (Tip: Așezare deschisă)                                                    | sat Ibănești, comuna Ibănești       | Cotu Brumă                  | Horodiștea-Gordinești aprox.3.500-2.500 ani                         | N. Zaharia 1956                            | 48°02′48″N 26°25′57″E / 48.04676°N 26.43251°E | Încărcați imagine | Raportați eroare |
| 37832.08.01 (Cod LMI: BT-I-s-B-01795)    | Situl arheologic de la Ibănești - Cotu Brumă / ansamblu anonim (Categorie: locuire civilă) (Tip: Așezare)                                                             | sat Ibănești, comuna Ibănești       | Cotu Brumă                  | Noua aprox. 1500/1400-1150 ani                                      | N. Zaharia 1956                            | 48°02′48″N 26°25′57″E / 48.04676°N 26.43251°E | Încărcați imagine | Raportați eroare |
| 36257.01.01 (Cod LMI: BT-I-s-B-01796)    | Necropola tumulară din perioada timpurie a epocii bronzului de la Ichimeni - "Dealul Baba Ileana I" / ansamblu anonim (Categorie: descoperire funerară) (Tip: Movilă) | sat Ichimeni, comuna Avrămeni       | Dealul Baba Ileana I        | Horodiștea - Foltești                                               | A. Păunescu, P. Șadurschi, V. Chirica 1974 | 48°03′16″N 26°53′23″E / 48.05455°N 26.88983°E | Încărcați imagine | Raportați eroare |
| 39373.01.01 (Cod LMI: BT-I-s-B-01797)    | Situl arheologic de la Ionășeni - La Țintirim / ansamblu anonim (Categorie: locuire) (Tip: Așezare deschisă)                                                          | sat Ionășeni, comuna Trușești       | La Țintirim                 | Cucuteni - A                                                        | M. Petrescu-Dîmbovița, A. C. Florescu 1953 | 47°44′10″N 27°01′01″E / 47.73605°N 27.01693°E | Încărcați imagine | Raportați eroare |
| 39373.01.05 (Cod LMI: BT-I-m-B-01797.02) | Situl arheologic de la Ionășeni - La Țintirim / ansamblu anonim (Categorie: locuire) (Tip: Așezare deschisă)                                                          | sat Ionășeni, comuna Trușești       | La Țintirim                 | Dridu sec. IX-XI                                                    | M. Petrescu-Dîmbovița, A. C. Florescu 1953 | 47°44′10″N 27°01′01″E / 47.73605°N 27.01693°E | Încărcați imagine | Raportați eroare |
| 39373.01.06 (Cod LMI: BT-I-m-B-01797.01) | Situl arheologic de la Ionășeni - La Țintirim / ansamblu anonim (Categorie: locuire) (Tip: Așezare deschisă)                                                          | sat Ionășeni, comuna Trușești       | La Țintirim                 | sec. XIV - XV și XVII - XVIII                                       | M. Petrescu-Dîmbovița, A. C. Florescu 1953 | 47°44′10″N 27°01′01″E / 47.73605°N 27.01693°E | Încărcați imagine | Raportați eroare |
| 39373.01.04 (Cod LMI: BT-I-m-B-01797.03) | Situl arheologic de la Ionășeni - La Țintirim / ansamblu anonim (Categorie: locuire) (Tip: Așezare deschisă)                                                          | sat Ionășeni, comuna Trușești       | La Țintirim                 | Sântana de Mureș - Cerneahov sec. IV - V                            | M. Petrescu-Dîmbovița, A. C. Florescu 1953 | 47°44′10″N 27°01′01″E / 47.73605°N 27.01693°E | Încărcați imagine | Raportați eroare |
| 39373.01.03 (Cod LMI: BT-I-s-B-01797)    | Situl arheologic de la Ionășeni - La Țintirim / ansamblu anonim (Categorie: locuire) (Tip: Necropolă plană)                                                           | sat Ionășeni, comuna Trușești       | La Țintirim                 | Getică aprox. 450-300 ani                                           | M. Petrescu-Dîmbovița, A. C. Florescu 1953 | 47°44′10″N 27°01′01″E / 47.73605°N 27.01693°E | Încărcați imagine | Raportați eroare |
| 39373.01.02 (Cod LMI: BT-I-s-B-01797)    | Situl arheologic de la Ionășeni - La Țintirim / ansamblu anonim (Categorie: locuire) (Tip: Așezare deschisă)                                                          | sat Ionășeni, comuna Trușești       | La Țintirim                 | Noua aprox. 1500/1400-1150 ani                                      | M. Petrescu-Dîmbovița, A. C. Florescu 1953 | 47°44′10″N 27°01′01″E / 47.73605°N 27.01693°E | Încărcați imagine | Raportați eroare |
| 38955.01.01                              | Situl arheologic de la Ilișeni - Cotul Corogei / ansamblu anonim (Categorie: locuire) (Tip: Așezare)                                                                  | sat Ilișeni, comuna Santa Mare      | Cotul Corogei               | dacilor liberi sec. II-III                                          | Mihai Bădărău 1998                         | 47°39′54″N 27°17′01″E / 47.66508°N 27.28371°E | Încărcați imagine | Raportați eroare |
| 38955.01.02                              | Situl arheologic de la Ilișeni - Cotul Corogei / ansamblu anonim (Categorie: locuire) (Tip: Așezare)                                                                  | sat Ilișeni, comuna Santa Mare      | Cotul Corogei               | Sântana de Mureș - Cerneahov sec. IV-V                              | Mihai Bădărău 1998                         | 47°39′54″N 27°17′01″E / 47.66508°N 27.28371°E | Încărcați imagine | Raportați eroare |
| 38955.01.03                              | Situl arheologic de la Ilișeni - Cotul Corogei / ansamblu anonim (Categorie: locuire) (Tip: Necropolă plană)                                                          | sat Ilișeni, comuna Santa Mare      | Cotul Corogei               |                                                                     | Mihai Bădărău 1998                         | 47°39′54″N 27°17′01″E / 47.66508°N 27.28371°E | Încărcați imagine | Raportați eroare |
| 37832.02.01                              | Situl arheologic de la Ibănești - Dealul Crucii / ansamblu anonim (Categorie: locuire civilă) (Tip: Așezare)                                                          | sat Ibănești, comuna Ibănești       | Dealul Crucii               | Cucuteni - A                                                        | C. Ambrojevici 1941-1944                   | 48°02′45″N 26°23′27″E / 48.04587°N 26.39081°E | Încărcați imagine | Raportați eroare |
| 37832.02.02                              | Situl arheologic de la Ibănești - Dealul Crucii / ansamblu anonim (Categorie: locuire civilă) (Tip: Așezare)                                                          | sat Ibănești, comuna Ibănești       | Dealul Crucii               | Horodiștea-Gordinești aprox.3.500-2.500 ani                         | C. Ambrojevici 1941-1944                   | 48°02′45″N 26°23′27″E / 48.04587°N 26.39081°E | Încărcați imagine | Raportați eroare |
| 37832.02.03                              | Situl arheologic de la Ibănești - Dealul Crucii / ansamblu anonim (Categorie: locuire civilă) (Tip: Așezare)                                                          | sat Ibănești, comuna Ibănești       | Dealul Crucii               | getică aprox. 650-450/300 ani                                       | C. Ambrojevici 1941-1944                   | 48°02′45″N 26°23′27″E / 48.04587°N 26.39081°E | Încărcați imagine | Raportați eroare |
| 37832.02.04                              | Situl arheologic de la Ibănești - Dealul Crucii / ansamblu anonim (Categorie: locuire civilă) (Tip: Așezare)                                                          | sat Ibănești, comuna Ibănești       | Dealul Crucii               | Prodana-Bârlad sec. XIII-XIV                                        | C. Ambrojevici 1941-1944                   | 48°02′45″N 26°23′27″E / 48.04587°N 26.39081°E | Încărcați imagine | Raportați eroare |
| 37832.02.05                              | Situl arheologic de la Ibănești - Dealul Crucii / ansamblu anonim (Categorie: locuire civilă) (Tip: Așezare)                                                          | sat Ibănești, comuna Ibănești       | Dealul Crucii               |                                                                     | C. Ambrojevici 1941-1944                   | 48°02′45″N 26°23′27″E / 48.04587°N 26.39081°E | Încărcați imagine | Raportați eroare |
| 37832.03.01                              | Situl arheologic de la Ibănești - La Rupturi / ansamblu anonim (Categorie: locuire civilă) (Tip: Așezare)                                                             | sat Ibănești, comuna Ibănești       | La Rupturi                  | Sântana de Mureș - Cerneahov sec. IV - V                            | A. Păunescu, P. Șadurschi, V. Chirica 1974 | 48°03′20″N 26°22′16″E / 48.05561°N 26.37124°E | Încărcați imagine | Raportați eroare |
| 37832.03.02                              | Situl arheologic de la Ibănești - La Rupturi / ansamblu anonim (Categorie: locuire civilă) (Tip: Așezare)                                                             | sat Ibănești, comuna Ibănești       | La Rupturi                  | sec. XVII - XVIII                                                   | A. Păunescu, P. Șadurschi, V. Chirica 1974 | 48°03′20″N 26°22′16″E / 48.05561°N 26.37124°E | Încărcați imagine | Raportați eroare |
| 38955.02.01                              | Situl arheologic de la Ilișeni - La Holm / ansamblu anonim (Categorie: locuire civilă) (Tip: Așezare)                                                                 | sat Ilișeni, comuna Santa Mare      | La Holm                     | Cucuteni - A                                                        | Gr. Foit 1960                              | 47°40′50″N 27°16′16″E / 47.68066°N 27.27104°E | Încărcați imagine | Raportați eroare |
| 38955.02.02                              | Situl arheologic de la Ilișeni - La Holm / ansamblu anonim (Categorie: locuire civilă) (Tip: Așezare)                                                                 | sat Ilișeni, comuna Santa Mare      | La Holm                     | Noua aprox. 1500/1400-1150 ani                                      | Gr. Foit 1960                              | 47°40′50″N 27°16′16″E / 47.68066°N 27.27104°E | Încărcați imagine | Raportați eroare |
| 38955.02.03                              | Situl arheologic de la Ilișeni - La Holm / ansamblu anonim (Categorie: locuire civilă) (Tip: Așezare)                                                                 | sat Ilișeni, comuna Santa Mare      | La Holm                     | Corlăteni - Chișinău aprox. 1.200-800 ani                           | Gr. Foit 1960                              | 47°40′50″N 27°16′16″E / 47.68066°N 27.27104°E | Încărcați imagine | Raportați eroare |
| 38955.02.04                              | Situl arheologic de la Ilișeni - La Holm / ansamblu anonim (Categorie: locuire civilă) (Tip: Așezare)                                                                 | sat Ilișeni, comuna Santa Mare      | La Holm                     | Poienești-Lukașevka sec. II-I a. Chr.                               | Gr. Foit 1960                              | 47°40′50″N 27°16′16″E / 47.68066°N 27.27104°E | Încărcați imagine | Raportați eroare |
| 38955.02.05                              | Situl arheologic de la Ilișeni - La Holm / ansamblu anonim (Categorie: locuire civilă) (Tip: Așezare)                                                                 | sat Ilișeni, comuna Santa Mare      | La Holm                     | Sântana de Mureș - Cerneahov sec. IV - V                            | Gr. Foit 1960                              | 47°40′50″N 27°16′16″E / 47.68066°N 27.27104°E | Încărcați imagine | Raportați eroare |
| 39710.01.01                              | Situl arheologic de la Ionășeni - La Temelii / ansamblu anonim (Categorie: locuire) (Tip: Așezare deschisă)                                                           | sat Ionășeni, comuna Vârfu Câmpului | La Temelii                  | Cucuteni aprox. 4.500- 3.500 ani                                    | N. Zaharia și D. Teodor 1957               | 47°48′27″N 26°22′01″E / 47.80745°N 26.36705°E | Încărcați imagine | Raportați eroare |
| 39710.01.02                              | Situl arheologic de la Ionășeni - La Temelii / ansamblu anonim (Categorie: locuire) (Tip: Așezare deschisă)                                                           | sat Ionășeni, comuna Vârfu Câmpului | La Temelii                  | Geto-dacă sec. II a. Chr. - sec. II p. Chr                          | N. Zaharia și D. Teodor 1957               | 47°48′27″N 26°22′01″E / 47.80745°N 26.36705°E | Încărcați imagine | Raportați eroare |
| 39710.01.05                              | Situl arheologic de la Ionășeni - La Temelii / ansamblu anonim (Categorie: locuire) (Tip: Fortificație de pământ)                                                     | sat Ionășeni, comuna Vârfu Câmpului | La Temelii                  |                                                                     | N. Zaharia și D. Teodor 1957               | 47°48′27″N 26°22′01″E / 47.80745°N 26.36705°E | Încărcați imagine | Raportați eroare |
| 39710.01.04                              | Situl arheologic de la Ionășeni - La Temelii / ansamblu anonim (Categorie: locuire) (Tip: Așezare deschisă)                                                           | sat Ionășeni, comuna Vârfu Câmpului | La Temelii                  |                                                                     | N. Zaharia și D. Teodor 1957               | 47°48′27″N 26°22′01″E / 47.80745°N 26.36705°E | Încărcați imagine | Raportați eroare |
| 39710.01.03                              | Situl arheologic de la Ionășeni - La Temelii / ansamblu anonim (Categorie: locuire) (Tip: Așezare deschisă)                                                           | sat Ionășeni, comuna Vârfu Câmpului | La Temelii                  | Sântana de Mureș - Cerneahov sec. IV - V                            | N. Zaharia și D. Teodor 1957               | 47°48′27″N 26°22′01″E / 47.80745°N 26.36705°E | Încărcați imagine | Raportați eroare |
| 39890.01.01                              | Situl arheologic de la Icușeni - La Hlei / ansamblu anonim (Categorie: locuire civilă) (Tip: Așezare deschisă)                                                        | sat Icușeni, comuna Vorona          | La Hlei                     | Tardenoisian aprox. 8.500-6.500 ani                                 | prof. C. Rusu 1974                         | 47°35′25″N 26°34′33″E / 47.59031°N 26.57573°E | Încărcați imagine | Raportați eroare |
| 39890.01.02                              | Situl arheologic de la Icușeni - La Hlei / ansamblu anonim (Categorie: locuire civilă) (Tip: Așezare deschisă)                                                        | sat Icușeni, comuna Vorona          | La Hlei                     |                                                                     | prof. C. Rusu 1974                         | 47°35′25″N 26°34′33″E / 47.59031°N 26.57573°E | Încărcați imagine | Raportați eroare |
| 39890.01.03                              | Situl arheologic de la Icușeni - La Hlei / ansamblu anonim (Categorie: locuire civilă) (Tip: Așezare deschisă)                                                        | sat Icușeni, comuna Vorona          | La Hlei                     | Daci liberi sec. II - III                                           | prof. C. Rusu 1974                         | 47°35′25″N 26°34′33″E / 47.59031°N 26.57573°E | Încărcați imagine | Raportați eroare |
| 39890.01.04                              | Situl arheologic de la Icușeni - La Hlei / ansamblu anonim (Categorie: locuire civilă) (Tip: Așezare deschisă)                                                        | sat Icușeni, comuna Vorona          | La Hlei                     | Sântana de Mureș - Cerneahov sec. IV - V                            | prof. C. Rusu 1974                         | 47°35′25″N 26°34′33″E / 47.59031°N 26.57573°E | Încărcați imagine | Raportați eroare |
| 39890.01.05                              | Situl arheologic de la Icușeni - La Hlei / ansamblu anonim (Categorie: locuire civilă) (Tip: Așezare deschisă)                                                        | sat Icușeni, comuna Vorona          | La Hlei                     |                                                                     | prof. C. Rusu 1974                         | 47°35′25″N 26°34′33″E / 47.59031°N 26.57573°E | Încărcați imagine | Raportați eroare |
| 37832.01.01                              | Situl arheologic de la Ibănești - Cetatea Măgurei / ansamblu anonim (Categorie: fortificație) (Tip: așezare fortificată)                                              | sat Ibănești, comuna Ibănești       | Cetatea Măgurei             | getică sec. VII - III î. Chr.                                       | N. Filipescu-Dubău 1891                    | 48°03′36″N 26°31′30″E / 48.06005°N 26.52511°E | Încărcați imagine | Raportați eroare |
| 37832.01.02                              | Situl arheologic de la Ibănești - Cetatea Măgurei / ansamblu anonim (Categorie: fortificație) (Tip: Așezare)                                                          | sat Ibănești, comuna Ibănești       | Cetatea Măgurei             | Cucuteni aprox. 4.500- 3.500 ani                                    | N. Filipescu-Dubău 1891                    | 48°03′36″N 26°31′30″E / 48.06005°N 26.52511°E | Încărcați imagine | Raportați eroare |
| 37832.01.03                              | Situl arheologic de la Ibănești - Cetatea Măgurei / ansamblu anonim (Categorie: fortificație) (Tip: așezare)                                                          | sat Ibănești, comuna Ibănești       | Cetatea Măgurei             | Horodiștea-Gordinești aprox.3.500-2.500 ani                         | N. Filipescu-Dubău 1891                    | 48°03′36″N 26°31′30″E / 48.06005°N 26.52511°E | Încărcați imagine | Raportați eroare |
| 36257.03.01                              | Situl arheologic de la Ichimeni-La Odaie / ansamblu anonim (Categorie: locuire civilă) (Tip: Așezare)                                                                 | sat Ichimeni, comuna Avrămeni       | La Odaie                    | Cucuteni aprox. 4.500- 3.500 ani                                    | A. Crâșmaru și M. Babeș 1967               | 48°01′59″N 26°53′53″E / 48.0331°N 26.89806°E  | Încărcați imagine | Raportați eroare |
| 36257.03.02                              | Situl arheologic de la Ichimeni-La Odaie / ansamblu anonim (Categorie: locuire civilă) (Tip: Așezare)                                                                 | sat Ichimeni, comuna Avrămeni       | La Odaie                    |                                                                     | A. Crâșmaru și M. Babeș 1967               | 48°01′59″N 26°53′53″E / 48.0331°N 26.89806°E  | Încărcați imagine | Raportați eroare |
| 36257.03.03                              | Situl arheologic de la Ichimeni-La Odaie / ansamblu anonim (Categorie: locuire civilă) (Tip: Așezare)                                                                 | sat Ichimeni, comuna Avrămeni       | La Odaie                    |                                                                     | A. Crâșmaru și M. Babeș 1967               | 48°01′59″N 26°53′53″E / 48.0331°N 26.89806°E  | Încărcați imagine | Raportați eroare |
| 37084.02.01                              | Așezarea medievală de la Iacobeni-La Săliște / ansamblu anonim (Categorie: locuire civilă) (Tip: Așezare deschisă)                                                    | sat Iacobeni, comuna Dângeni        | La Săliște                  | sec. XIV - XV                                                       | S. Rață 1960                               | 47°52′09″N 26°53′45″E / 47.86929°N 26.89597°E | Încărcați imagine | Raportați eroare |
| 37084.03.02                              | Așezarea medievală de la Iacobeni-La Săliște / ansamblu anonim (Categorie: locuire civilă) (Tip: Așezare)                                                             | sat Iacobeni, comuna Dângeni        | La Săliște                  | sec. XVII - XVIII                                                   | S. Rață 1960                               | 47°52′09″N 26°53′45″E / 47.86929°N 26.89597°E | Încărcați imagine | Raportați eroare |
| 37832.05.01                              | Situl arheologic de la Ibănești - În Săliște / ansamblu anonim (Categorie: locuire civilă) (Tip: Așezare)                                                             | sat Ibănești, comuna Ibănești       | În Săliște                  | sec. XIV - XVI                                                      | N. Filipescu-Dubău 1891                    | 48°03′05″N 26°24′01″E / 48.05148°N 26.40023°E | Încărcați imagine | Raportați eroare |
| 37832.05.02                              | Situl arheologic de la Ibănești - În Săliște / ansamblu anonim (Categorie: locuire civilă) (Tip: Necropolă plană)                                                     | sat Ibănești, comuna Ibănești       | În Săliște                  | Prodana - Bârlad sec. XIII-XIV                                      | N. Filipescu-Dubău 1891                    | 48°03′05″N 26°24′01″E / 48.05148°N 26.40023°E | Încărcați imagine | Raportați eroare |
| 37832.06.01                              | Așezarea paleolitică de la Ibănești - La Mocirlă / ansamblu anonim (Categorie: locuire civilă) (Tip: Așezare)                                                         | sat Ibănești, comuna Ibănești       | La Mocirlă                  |                                                                     | N. Zaharia 1958                            | 48°04′26″N 26°19′55″E / 48.07397°N 26.33204°E | Încărcați imagine | Raportați eroare |
| 37832.07.01                              | Așezarea medieval târzie de la Ibănești - Dealul Muchiosu / ansamblu anonim (Categorie: locuire civilă) (Tip: Așezare)                                                | sat Ibănești, comuna Ibănești       | Dealul Muchiosu             | sec. XVII - XVIII                                                   | N. Zaharia și D. Teodor 1957               | 48°04′29″N 26°23′43″E / 48.07477°N 26.39523°E | Încărcați imagine | Raportați eroare |
| 38072.01.01                              | Situl arheologic de la Ipotești - La Luncă / ansamblu anonim (Categorie: locuire civilă) (Tip: Așezare)                                                               | sat Ipotești, comuna Mihai Eminescu | La Luncă                    | aprox. 650-450/300 ani                                              | I. D. Marin 1955                           | 47°45′37″N 26°33′15″E / 47.76014°N 26.55403°E | Încărcați imagine | Raportați eroare |
| 38072.01.02                              | Situl arheologic de la Ipotești - La Luncă / ansamblu anonim (Categorie: locuire civilă) (Tip: Așezare)                                                               | sat Ipotești, comuna Mihai Eminescu | La Luncă                    | Daci liberi sec. II - III                                           | I. D. Marin 1955                           | 47°45′37″N 26°33′15″E / 47.76014°N 26.55403°E | Încărcați imagine | Raportați eroare |
| 38072.01.03                              | Situl arheologic de la Ipotești - La Luncă / ansamblu anonim (Categorie: locuire civilă) (Tip: Așezare)                                                               | sat Ipotești, comuna Mihai Eminescu | La Luncă                    | Sântana de Mureș - Cerneahov sec. IV - V                            | I. D. Marin 1955                           | 47°45′37″N 26°33′15″E / 47.76014°N 26.55403°E | Încărcați imagine | Raportați eroare |
| 38072.01.04                              | Situl arheologic de la Ipotești - La Luncă / ansamblu anonim (Categorie: locuire civilă) (Tip: Așezare)                                                               | sat Ipotești, comuna Mihai Eminescu | La Luncă                    | sec. XVII - XVIII                                                   | I. D. Marin 1955                           | 47°45′37″N 26°33′15″E / 47.76014°N 26.55403°E | Încărcați imagine | Raportați eroare |
| 37495.03.02                              | Situl arheologic de la Ipotești -Vatra satului / ansamblu anonim (Categorie: locuire civilă) (Tip: Așezare deschisă)                                                  | sat Ipotești, comuna Mihai Eminescu | Vatra satului               | dacilor liberi sec. II - III                                        | P. Șadurschi 1976                          | 47°45′58″N 26°33′28″E / 47.766°N 26.55772°E   | Încărcați imagine | Raportați eroare |
| 38072.03.01                              | Situl arheologic de la Ipotești -Vatra satului / ansamblu anonim (Categorie: locuire civilă) (Tip: așezare deschisă)                                                  | sat Ipotești, comuna Mihai Eminescu | Vatra satului               | Tardenoisian - Tip Ripiceni-Erbiceni-Icușeni aprox. 8.500-6.500 ani | P. Șadurschi 1976                          | 47°45′58″N 26°33′28″E / 47.766°N 26.55772°E   | Încărcați imagine | Raportați eroare |
| 38072.04.01                              | Movila La Cruce I de la Ipotești / ansamblu anonim (Categorie: descoperire funerară) (Tip: Tumul)                                                                     | sat Ipotești, comuna Mihai Eminescu | Movila La Cruce I           |                                                                     | prof. I. D. Marin 1974                     | 47°46′27″N 26°34′14″E / 47.77424°N 26.57044°E | Încărcați imagine | Raportați eroare |
| 38152.10.01                              | Movila La Cruce II de la Ipotești / ansamblu anonim (Categorie: descoperire funerară) (Tip: Tumul)                                                                    | sat Ipotești, comuna Mihai Eminescu | Movila La Cruce II          |                                                                     | prof. I. D. Marin 1974                     | 47°46′23″N 26°34′18″E / 47.77318°N 26.57173°E | Încărcați imagine | Raportați eroare |
| 36257.04.01                              | Movilă funerară la Ichimeni-Movila Ratoș / ansamblu anonim (Categorie: descoperire funerară) (Tip: Tumul)                                                             | sat Ichimeni, comuna Avrămeni       | Movila Ratoș                |                                                                     | A. Păunescu, P. Șadurschi, V. Chirica 1974 | 48°02′07″N 26°54′59″E / 48.0352°N 26.91628°E  | Încărcați imagine | Raportați eroare |
| 39319.01.01                              | Movila Iurești de la Iurești / ansamblu anonim (Categorie: descoperire funerară) (Tip: Tumul)                                                                         | sat Iurești, comuna Todireni        | Movila Iurești              |                                                                     | O. L. Șovan 2009                           | 47°38′18″N 27°04′55″E / 47.63846°N 27.08196°E | Încărcați imagine | Raportați eroare |
| 39373.02.01                              | Movila Ionășeni de la Ionășeni / ansamblu anonim (Categorie: descoperire funerară) (Tip: Movilă)                                                                      | sat Ionășeni, comuna Trușești       | Movila Ionășeni             |                                                                     | O. L. Șovan 2009                           | 47°43′03″N 26°59′04″E / 47.71745°N 26.98441°E | Încărcați imagine | Raportați eroare |
| 39373.03.01                              | Așezarea de epocă La Tène de la Ionășeni - La pivnițe / ansamblu anonim (Categorie: locuire civilă) (Tip: Așezare deschisă)                                           | sat Ionășeni, comuna Trușești       | La pivnițe                  | Daci liberi sec. II - III                                           | M. Petrescu-Dîmbovița și colab. 1955       | 47°42′06″N 26°59′59″E / 47.70161°N 26.99962°E | Încărcați imagine | Raportați eroare |
| 39890.02.01                              | Așezarea medieval târzie de la Icușeni - La Fundoaia / ansamblu anonim (Categorie: locuire civilă) (Tip: Așezare deschisă)                                            | sat Icușeni, comuna Vorona          | La Fundoaia                 | sec. XVIII                                                          | prof. C. Rusu 1974                         | 47°36′17″N 26°35′08″E / 47.60469°N 26.58544°E | Încărcați imagine | Raportați eroare |
| 39890.03.01                              | Așezarea medieval târzie de la Icușeni - Vatra Satului / ansamblu anonim (Categorie: locuire civilă) (Tip: Așezare deschisă)                                          | sat Icușeni, comuna Vorona          | Vatra Satului               |                                                                     | A. Păunescu, P. Șadurschi, V. Chirica 1974 | 47°35′38″N 26°36′05″E / 47.59401°N 26.60149°E | Încărcați imagine | Raportați eroare |
| 39890.04.01                              | Situl arheologic de la Icușeni - Dealul Lutăriei / ansamblu anonim (Categorie: locuire civilă) (Tip: Așezare deschisă)                                                | sat Icușeni, comuna Vorona          | Dealul Lutăriei             | Getică 650-300 ani                                                  | prof. C. Rusu 1974                         | 47°35′03″N 26°37′00″E / 47.58422°N 26.61674°E | Încărcați imagine | Raportați eroare |
| 39890.04.02                              | Situl arheologic de la Icușeni - Dealul Lutăriei / ansamblu anonim (Categorie: locuire civilă) (Tip: Așezare deschisă)                                                | sat Icușeni, comuna Vorona          | Dealul Lutăriei             | Sântana de Mureș - Cerneahov sec. IV - V                            | prof. C. Rusu 1974                         | 47°35′03″N 26°37′00″E / 47.58422°N 26.61674°E | Încărcați imagine | Raportați eroare |
| 39890.04.03                              | Situl arheologic de la Icușeni - Dealul Lutăriei / ansamblu anonim (Categorie: locuire civilă) (Tip: Așezare deschisă)                                                | sat Icușeni, comuna Vorona          | Dealul Lutăriei             | sec. XVII - XVIII                                                   | prof. C. Rusu 1974                         | 47°35′03″N 26°37′00″E / 47.58422°N 26.61674°E | Încărcați imagine | Raportați eroare |
| 39890.05.01                              | Așezarea din epoca migrațiilor de la Icușeni - La Brazdă / ansamblu anonim (Categorie: locuire civilă) (Tip: Așezare deschisă)                                        | sat Icușeni, comuna Vorona          | La Brazdă                   | Sântana de Mureș - Cerneahov sec. IV - V                            | prof. C. Rusu 1975                         | 47°35′24″N 26°33′52″E / 47.5901°N 26.56441°E  | Încărcați imagine | Raportați eroare |
| 36257.02.01 (Cod LMI: BT-I-s-B-01796)    | Movila la Ichimeni-Dealul Baba Ileana II / ansamblu anonim (Categorie: descoperire funerară) (Tip: Tumul)                                                             | sat Ichimeni, comuna Avrămeni       | Dealul Baba Ileana II       |                                                                     | A. Păunescu, P. Șadurschi, V. Chirica 1974 | 48°03′14″N 26°53′28″E / 48.05385°N 26.89122°E | Încărcați imagine | Raportați eroare |
| 37084.04.01                              | Movila de la Iacobeni - La Pușcaș / ansamblu anonim (Categorie: descoperire funerară) (Tip: movila)                                                                   | sat Iacobeni, comuna Dângeni        | La Pușcaș                   |                                                                     | O.L. Șovan 2009                            | 47°49′55″N 26°51′34″E / 47.83193°N 26.8595°E  | Încărcați imagine | Raportați eroare |
| 37832.09.01                              | Movila Ibănești de la Ibănești / ansamblu anonim (Categorie: descoperire funerară) (Tip: Movilă)                                                                      | sat Ibănești, comuna Ibănești       | Movila Ibănești             |                                                                     | N. Filipescu-Dubău 1891                    | 48°03′40″N 26°21′28″E / 48.06099°N 26.35779°E | Încărcați imagine | Raportați eroare |
| 37832.10.01                              | Movila din Dealul Crucii de la Ibănești / ansamblu anonim (Categorie: descoperire funerară) (Tip: Movilă)                                                             | sat Ibănești, comuna Ibănești       | Movila din Dealul Crucii    |                                                                     | O. L. Șovan 2009                           | 48°04′02″N 26°24′31″E / 48.06709°N 26.40853°E | Încărcați imagine | Raportați eroare |
| 37994.01.01                              | Movila Stația de pompare I de la Iorga / ansamblu anonim (Categorie: descoperire funerară) (Tip: Movilă)                                                              | sat Iorga, comuna Manoleasa         | Movila Stația de pompare I  |                                                                     | O. L. Șovan 2009                           | 48°01′54″N 27°04′14″E / 48.03165°N 27.07058°E | Încărcați imagine | Raportați eroare |
| 37994.02.01                              | Movila Stația de pompare II de la Iorga / ansamblu anonim (Categorie: descoperire funerară) (Tip: Movilă)                                                             | sat Iorga, comuna Manoleasa         | Movila Stația de pompare II |                                                                     | O. L. Șovan 2009                           | 48°02′11″N 27°04′13″E / 48.03636°N 27.07028°E | Încărcați imagine | Raportați eroare |
| 37994.03.01                              | Movila Iorga de la Iorga / ansamblu anonim (Categorie: descoperire funerară) (Tip: Movilă)                                                                            | sat Iorga, comuna Manoleasa         | Movila Iorga                |                                                                     | O. L. Șovan 2009                           | 48°01′49″N 27°04′31″E / 48.03024°N 27.07536°E | Încărcați imagine | Raportați eroare |
| 38072.02.01                              | Movila din Dealul Loiești de la Ipotești / ansamblu anonim (Categorie: descoperire funerară) (Tip: Movilă)                                                            | sat Ipotești, comuna Mihai Eminescu | Movila din Dealul Loiești   |                                                                     | O. L. Șovan 2009                           | 47°46′53″N 26°33′30″E / 47.78142°N 26.55839°E | Încărcați imagine | Raportați eroare |
| 37084.05.01                              | Movila de la Iacobeni-Griber / ansamblu anonim (Categorie: descoperire funerară) (Tip: Movilă)                                                                        | sat Iacobeni, comuna Dângeni        | Movila Griber               |                                                                     | O.L. Șovan 2009                            | 47°50′10″N 26°48′05″E / 47.83622°N 26.80128°E | Încărcați imagine | Raportați eroare |
| 37084.06.01                              | Movila de la Iacobeni-Gulioaia / ansamblu anonim (Categorie: descoperire funerară) (Tip: Movilă)                                                                      | sat Iacobeni, comuna Dângeni        | Movila Gulioaia             |                                                                     | O.L. Șovan 2009                            | 47°50′01″N 26°51′11″E / 47.83361°N 26.85293°E | Încărcați imagine | Raportați eroare |
| 37084.07.01                              | Movila de la Iacobeni-Movila După Grajduri / ansamblu anonim (Categorie: descoperire funerară) (Tip: Movilă)                                                          | sat Iacobeni, comuna Dângeni        | Movila După Grajduri        |                                                                     | O.L. Șovan 2009                            | 47°49′36″N 26°52′49″E / 47.8266°N 26.88032°E  | Încărcați imagine | Raportați eroare |
| 37084.08.01                              | Movila de la Iacobeni-Podișul Gulioaia / ansamblu anonim (Categorie: descoperire funerară) (Tip: Movilă)                                                              | sat Iacobeni, comuna Dângeni        | Podișul Gulioaia            |                                                                     | O.L. Șovan 2009                            | 47°49′32″N 26°53′38″E / 47.82553°N 26.89391°E | Încărcați imagine | Raportați eroare |
| 37084.09.01                              | Movila de la Iacobeni-Dealul Buneni / ansamblu anonim (Categorie: descoperire funerară) (Tip: Movilă)                                                                 | sat Iacobeni, comuna Dângeni        | Dealul Buneni               |                                                                     | O.L. Șovan 2009                            | 47°53′11″N 26°55′46″E / 47.88634°N 26.92935°E | Încărcați imagine | Raportați eroare |
| 37084.10.01                              | Movila de la Iacobeni-Gura Hârtopului / ansamblu anonim (Categorie: descoperire funerară) (Tip: Movilă)                                                               | sat Iacobeni, comuna Dângeni        | Gura Hârtopului             |                                                                     | O.L. Șovan 2009                            | 47°49′50″N 26°51′16″E / 47.83056°N 26.85457°E | Încărcați imagine | Raportați eroare |
| 37084.03.01                              | Așezarea deschisă din Latène timpuriu de la Iacobeni-Gulioaia / ansamblu anonim (Categorie: locuire) (Tip: așezare deschisă)                                          | sat Iacobeni, comuna Dângeni        | Gulioaia                    | getică aprox. 450-300 ani                                           | A. Păunescu, P. Șadurschi, V. Chirica 1974 | 47°49′56″N 26°51′35″E / 47.83232°N 26.85978°E | Încărcați imagine | Raportați eroare |
| 37832.04.01                              | Situl arheologic de la Ibănești - La Curte / ansamblu anonim (Categorie: locuire) (Tip: așezare deschisă)                                                             | sat Ibănești, comuna Ibănești       | La Curte                    |                                                                     | N. Zaharia și D. Teodor 1957               | 48°03′05″N 26°22′42″E / 48.05145°N 26.37839°E | Încărcați imagine | Raportați eroare |
| 37832.04.02                              | Situl arheologic de la Ibănești - La Curte / ansamblu anonim (Categorie: locuire) (Tip: așezare deschisă)                                                             | sat Ibănești, comuna Ibănești       | La Curte                    | Suceava-Șipot-Botoșana sec. VI-VII                                  | N. Zaharia și D. Teodor 1957               | 48°03′05″N 26°22′42″E / 48.05145°N 26.37839°E | Încărcați imagine | Raportați eroare |
| 37832.04.03                              | Situl arheologic de la Ibănești - La Curte / ansamblu anonim (Categorie: locuire) (Tip: așezare deschisă)                                                             | sat Ibănești, comuna Ibănești       | La Curte                    |                                                                     | N. Zaharia și D. Teodor 1957               | 48°03′05″N 26°22′42″E / 48.05145°N 26.37839°E | Încărcați imagine | Raportați eroare |
| 37994.04.01                              | Situl arheologic de la Iorga - La Biserica Șerpenița / ansamblu anonim (Categorie: locuire) (Tip: așezare deschisă)                                                   | sat Iorga, comuna Manoleasa         | La Biserica Șerpenița       | Dridu sec. IX-XI                                                    | Maria Diaconescu 1995                      | 48°01′51″N 27°05′56″E / 48.03074°N 27.09892°E | Încărcați imagine | Raportați eroare |
| 37994.04.02                              | Situl arheologic de la Iorga - La Biserica Șerpenița / ansamblu anonim (Categorie: locuire) (Tip: așezare deschisă)                                                   | sat Iorga, comuna Manoleasa         | La Biserica Șerpenița       | sec. XIV-XVII                                                       | Maria Diaconescu 1995                      | 48°01′51″N 27°05′56″E / 48.03074°N 27.09892°E | Încărcați imagine | Raportați eroare |
| 38955.03.01                              | Movila Ilișeni de la Ilișeni / ansamblu anonim (Categorie: descoperire funerară) (Tip: Movilă)                                                                        | sat Ilișeni, comuna Santa Mare      | Movila Ilișeni              |                                                                     | O. L. Șovan 2009                           | 47°39′52″N 27°16′18″E / 47.66443°N 27.27177°E | Încărcați imagine | Raportați eroare |
| 39319.02.01                              | Movila din Pădurea Jurasa de la Iurești / ansamblu anonim (Categorie: descoperire funerară) (Tip: Movilă)                                                             | sat Iurești, comuna Todireni        | Movila din Pădurea Jurasa   |                                                                     | O. L. Șovan 2009                           | 47°38′54″N 27°03′32″E / 47.64841°N 27.05876°E | Încărcați imagine | Raportați eroare |
| 39319.03.01                              | Movila Prosia de la Iurești / ansamblu anonim (Categorie: descoperire funerară) (Tip: Movilă)                                                                         | sat Iurești, comuna Todireni        | Movila Prosia               |                                                                     | O.L. Șovan 2009                            | 47°38′26″N 27°03′44″E / 47.64053°N 27.06211°E | Încărcați imagine | Raportați eroare |
| 39373.04.01                              | Movila din Dealul Hoțcu de la Ionășeni / ansamblu anonim (Categorie: descoperire funerară) (Tip: Movilă)                                                              | sat Ionășeni, comuna Trușești       | Movila din Dealul Hoțcu     |                                                                     | O.L. Șovan 2009                            | 47°42′30″N 26°59′27″E / 47.70842°N 26.99077°E | Încărcați imagine | Raportați eroare |
| 39373.05.01                              | Movila Ulmi de la Ionășeni / ansamblu anonim (Categorie: descoperire funerară) (Tip: Movilă)                                                                          | sat Ionășeni, comuna Trușești       | Movila Ulmi                 |                                                                     | O.L. Șovan 2009                            | 47°42′48″N 26°58′17″E / 47.7132°N 26.9713°E   | Încărcați imagine | Raportați eroare |
| 39373.06.01                              | Movila Belicioi de la Ionășeni / ansamblu anonim (Categorie: descoperire funerară) (Tip: Movilă)                                                                      | sat Ionășeni, comuna Trușești       | Movila Belicioi             |                                                                     | O.L. Șovan 2009                            | 47°42′54″N 26°55′52″E / 47.71499°N 26.931°E   | Încărcați imagine | Raportați eroare |
| 39373.07.01                              | Movila Porcăreț de la Ionășeni / ansamblu anonim (Categorie: descoperire funerară) (Tip: Movilă)                                                                      | sat Ionășeni, comuna Trușești       | Movila Porcăreț             |                                                                     | O.L. Șovan 2009                            | 47°43′10″N 26°57′27″E / 47.71938°N 26.95747°E | Încărcați imagine | Raportați eroare |
| 39373.08.01                              | Movila Banca de la Ionășeni / ansamblu anonim (Categorie: tumul) (Tip: Movilă)                                                                                        | sat Ionășeni, comuna Trușești       | Movila Banca                |                                                                     | O.L. Șovan 2009                            | 47°43′49″N 26°57′10″E / 47.73034°N 26.95272°E | Încărcați imagine | Raportați eroare |
| 39373.09.01                              | Movila din Dealul Sărata de la Ionășeni / ansamblu anonim (Categorie: descoperire funerară) (Tip: Movilă)                                                             | sat Ionășeni, comuna Trușești       | Movila din Dealul Sărata    |                                                                     | O. L. Șovan 2009                           | 47°44′37″N 26°59′33″E / 47.74348°N 26.9924°E  | Încărcați imagine | Raportați eroare |
| 39373.10.01                              | Movila La Sărături de la Ionășeni / ansamblu anonim (Categorie: descoperire funerară) (Tip: Movilă)                                                                   | sat Ionășeni, comuna Trușești       | Movila La Sărături          |                                                                     | O.L. Șovan 2009                            | 47°45′05″N 27°00′18″E / 47.75146°N 27.00503°E | Încărcați imagine | Raportați eroare |
| 39710.02.01                              | Movila Ionășeni de la Ionășeni / ansamblu anonim (Categorie: descoperire funerară) (Tip: Movilă)                                                                      | sat Ionășeni, comuna Vârfu Câmpului | Movila Ionășeni             |                                                                     | O. L. Șovan 2009                           | 47°49′08″N 26°22′51″E / 47.81891°N 26.38088°E | Încărcați imagine | Raportați eroare |
| 39890.06.01                              | Așezarea din epoca mezolitică de la Icușeni - Dealul Protopopenilor / ansamblu anonim (Categorie: locuire) (Tip: Așezare deschisă)                                    | sat Icușeni, comuna Vorona          | Dealul Protopopenilor       | Tardenoisian - De tip nord-vest pontic aprox. 8.500-6.500 an        | prof. C. Rusu 1973                         | 47°35′40″N 26°35′16″E / 47.59435°N 26.5878°E  | Încărcați imagine | Raportați eroare |
| 39890.07.01                              | Movila Icușeni de la Icușeni / ansamblu anonim (Categorie: descoperire funerară) (Tip: Movilă)                                                                        | sat Icușeni, comuna Vorona          | Movila Icușeni              |                                                                     | O.L. Șovan 2009                            | 47°35′25″N 26°35′20″E / 47.59014°N 26.58896°E | Încărcați imagine | Raportați eroare |
| 39319.04.01                              | Movila de la Iurești-Dealul La Bordei / ansamblu anonim (Categorie: descoperire funerară) (Tip: Tumul)                                                                | sat Iurești, comuna Todireni        | Dealul La Bordei            |                                                                     | O. L. Șovan 2012                           | 47°36′43″N 27°04′29″E / 47.61202°N 27.07475°E | Încărcați imagine | Raportați eroare |
| 39373.11.01                              | Așezarea de tip Cucuteni de la Ionășeni - Via Donicioaiei / ansamblu anonim (Categorie: locuire) (Tip: Așezare deschisă)                                              | sat Ionășeni, comuna Trușești       | Via Donicioaiei             | Cucuteni - A și B                                                   | C. D. Vasiliu 1924                         | 47°42′15″N 26°58′12″E / 47.70408°N 26.96994°E | Încărcați imagine | Raportați eroare |